# Higher (Taio Cruz-dal)
A Higher című dal az angol énekes-dalszerző Taio Cruz 5. kimásolt kislemeze 2. Rokstarr című stúdióalbumáról. A dalt Taio Cruz és Sandy Vee írta, és készítette, melyet 2010. november 26-án adtak ki. A dalt eredetileg Kylie Minogue Aphrodite című albumára írták, de a tervek meghiúsultak. Cruz és Minogue azonban felvették a dal egy verzióját az európai kiadásra, míg az amerikai rapper Travie McCoy az amerikai kiadáson közreműködik. A brazil, és az Egyesült Királyság-beli verzión McCoy rapjének részei keverednek Minogue változatával. A Cruz albumán szereplő változat szólóként szerepel, vendégénekes nélkül, mely felkerült a Radio Disney lejátszási listájára.

## Élő előadások
2010. október 30-án Cruz és Minogue előadták a dalt a Starloor-on. Cruz és McCoy előadta a dalt a Z100 Jingle Ball 2010-es rendezvényén 2010. december 16-án. Cruz és Kimberly Wyatt 2011. február 14-én az ITV Daybreak műsorában, valamint a BBC Let's Dance for Comic Relief című műsorában adta elő a dalt 2011. február 19-én. A T4 with Jade Ewen című műsorban is elhangzott a dal. 2011. november 20-án Christina Grimmie fellépett a 39. Amerikai Music Awards-on, és Taio Cruz mellett előadta a dalt.

## Videoklip
A dalhoz tartozó európai klipet, melyben Cruz és Minogue szerepel, Alex Herron rendezte, és 2010. november 19-én jelent meg. Az amerikai változat, amelyben McCoy is szerepelt, még aznap látható volt. Mindkét változatban Cruz és Minogue vagy McCoy szerepel egy földalatti garázsban egy élő zenekarral.

## Kereskedelmi sikerek
A "Higher" a 77. helyen debütált az ausztrál ARIA kislemezlistán, majd néhány hét múlva a 25. helyen landolt. A kislemez 2010. november 30-án debütált a RIANZ kislemezlista 32. helyén, majd az 5. helyre került. A 2011. január 1-ével záruló héten a dal Travie McCoy verziója a 80. helyen debütált az amerikai Billboard Hot 100-as listán, majd a következő héten a 39. helyről a 41. helyre került. Öt héttel korábban a dal új csúcsot ért el a 24. helyen. A kislemez 2011. január 16-án a brit kislemezlistán a 60. helyen debütált, majd a következő héten a 37. helyre került, kizárólag az album verzió letöltések alapján. A fizikai kiadást követően a 8. helyre került a dal. Az Egyesült Királyságban a dal amerikai verziója felkerült a Radio 1 B lejátszási listájára, míg a kislemez verzió – Kylie Minogue-val – a Radio 2 B lejátszási listáján szerepelt.

## Formátumok és számlista
| - Digitális letöltés (Megjelent: 2010. november 10. Egyesült Királyság) 1. "Higher" – 3:07 - Digitális letöltés (Megjelent: 2010. november 26, Európa, Ausztrália és Kanada) 1. "Higher" (featuring Kylie Minogue) – 3:07 - Digitális letöltés (Megjelent: 2010. december 13, Brazília) 1. "Higher" (featuring Kylie Minogue and Travie McCoy) - 3:22 - Digitális letöltés (Megjelent: 2010. december 20, Egyesült Államok, Kanada és Ausztrália) 1. "Higher" (featuring Travie McCoy) - 3:40 - Német CD single (Megjelent: 2010. december 26, Németország és Franciaország) 1. "Higher" (featuring Kylie Minogue) - 3:09 2. "Little Lion Man" (BBC Live Version) - 2:48 - Digitális single 1. "Higher" (Extended Mix) – 7:06 2. "Higher" (Mixshow Edit) – 5:36 | - Digitális letöltés- EP 1. "Higher" (feat. Kylie Minogue & Travie McCoy) - 3:22 2. "Higher" (feat. Travie McCoy) - 3:39 3. "Higher" (DJ Wonder Remix) - 3:55 4. "Higher" (7th Heaven Club Mix) - 6:31 5. "Higher" (Club Junkies Remix) - 5:42 - The Remixes - Digital EP 1. "Higher" (Jody Den Broeder Radio Mix) – 3:30 2. "Higher" (Wideboys Radio Mix) – 3:39 3. "Higher" (Ultimate High Radio Mix) – 3:42 4. "Higher" (Jody Den Broeder Club Mix) – 6:18 5. "Higher" (Wideboys Club Mix) – 6:11 6. "Higher" (Ultimate High Club Mix) – 6:32 7. "Higher" (Jody Den Broeder Dub) – 6:03 8. "Higher" (Wideboys Dub) – 6:11 9. "Higher" (Ultimate High Dub) – 6:18 - Remix (Released in UK) 1. "Higher" (featuring Kimberly Wyatt) – 3:07 |

## Slágerlista
| Slágerlista (2010–2011)                | Legjobb helyezések |
| -------------------------------------- | ------------------ |
| Ausztrália (ARIA)                      | 25                 |
| Ausztria (Ö3 Austria Top 40)           | 3                  |
| Belgium (Ultratop 50 Flanders)         | 12                 |
| Belgium (Ultratop 50 Wallonia)         | 9                  |
| Kanada (Canadian Hot 100)              | 13                 |
| CIS (TopHit)                           | 10                 |
| Finnország (Singlet Top 20)            | 7                  |
| Franciaország (Single Top 100)         | 7                  |
| Németország (Media Control Charts)     | 3                  |
| Global Dance Tracks (Billboard)        | 8                  |
| Magyarország (Rádiós Top 40)           | 4                  |
| Írország (IRMA)                        | 7                  |
| Luxembourg Digital Songs (Billboard)   | 1                  |
| Hollandia (Top 40)                     | 7                  |
| Hollandia (Single Top 100)             | 15                 |
| Mexico Ingles Airplay (Billboard)      | 10                 |
| Új-Zéland (Recorded Music NZ)          | 5                  |
| Norvégia (VG-lista)                    | 2                  |
| Lengyelország (Polish Airplay Top 20)  | 2                  |
| Poland (Dance Top 50)                  | 31                 |
| Romania (Romanian Top 100)             | 49                 |
| Russia Airplay (TopHit)                | 10                 |
| Szlovákia (Rádio Top 100)              | 5                  |
| Spanyolország (PROMUSICAE)             | 16                 |
| Spain (Airplay Chart)                  | 6                  |
| Svédország (Sverigetopplistan)         | 18                 |
| Svájc (Schweizer Hitparade)            | 4                  |
| Skócia (Scottish Singles Top 40)       | 6                  |
| Egyesült Királyság (UK Singles Chart)  | 8                  |
| Egyesült Királyság (UK Download Chart) | 8                  |
| Ukraine Airplay (TopHit)               | 80                 |
| US Billboard Hot 100                   | 24                 |
| US Hot Dance Club Songs (Billboard)    | 1                  |
| US Dance/Mix Show Airplay (Billboard)  | 6                  |
| US Latin Pop Songs (Billboard)         | 40                 |
| US Mainstream Top 40 (Billboard)       | 13                 |
| US Rhythmic (Billboard)                | 24                 |

| Slágerlista (2011)                    | Helyezések |
| ------------------------------------- | ---------- |
| Austria (Ö3 Austria Top 40)           | 20         |
| Belgium (Ultratop Flanders)           | 88         |
| Belgium (Ultratop Wallonia)           | 80         |
| Brazil (Crowley)                      | 87         |
| Canada (Canadian Hot 100)             | 58         |
| France (SNEP)                         | 21         |
| Germany (Official German Charts)      | 18         |
| Hungary (Rádiós Top 40)               | 12         |
| Poland (Dance Top 50)                 | 94         |
| Russia Airplay (TopHit)               | 75         |
| Switzerland (Schweizer Hitparade)     | 27         |
| UK Singles (Official Charts Company)  | 70         |
| US Dance Club Songs (Billboard)       | 3          |
| US Dance/Mix Show Airplay (Billboard) | 33         |

| Slágerlista (2011)           | Helyezések |
| ---------------------------- | ---------- |
| Netherlands (Dutch Top 40)   | 35         |
| Netherlands (Single Top 100) | 94         |

## Minősítések
| Régió | Minősítés | Eladott példányszám |
| --- | --------- | ------------------- |
| Ausztrália (ARIA) | arany     | 35 000^             |
| Ausztria (IFPI Austria) | platina   | 30 000*             |
| Kanada (Music Canada) | platina   | 80 000*             |
| Németország (BVMI) | platina   | 300 000‡            |
| Új-Zéland (RMNZ) | arany     | 7 500*              |
| Svédország (GLF) | arany     | 20 000‡             |
| Svájc(IFPI Switzerland) | platina   | 30 000^             |
| Egyesült Királyság (BPI) | arany     | 338,000             |
| Egyesült Államok (RIAA) | platina   | 1 000 000*          |
| * Eladási példányszámok kizárólag a minősítés alapján. ^ Kiszállítási példányszámok kizárólag a minősítés alapján. ‡ Eladási+streaming példányszámok kizárólag a minősítés alapján. |           |                     |

## Megjelenések
| Ország             | Dátum              | Formátum                         | Verzió                                    |
| ------------------ | ------------------ | -------------------------------- | ----------------------------------------- |
| Egyesült Királyság | 2010. november 10. | Digitális letöltés               | Solo Version                              |
| Dánia              | 2010. november 26. | Digitális letöltés               | Featuring Kylie Minogue                   |
| Ausztrália         | 2010. november 26. | Digitális letöltés               | Featuring Kylie Minogue                   |
| Finnország         | 2010. november 26. | Digitális letöltés               | Featuring Kylie Minogue                   |
| Belgium            | 2010. november 26. | Digitális letöltés               | Featuring Kylie Minogue                   |
| Kanada             | 2010. december 7.  | Digitális letöltés               | Featuring Kylie Minogue                   |
| Ausztria           | 2010. december 10. | Digitális letöltés               | Featuring Kylie Minogue                   |
| Ausztrália         | 2010. december 10. | Digitális letöltés               | Featuring Kylie Minogue                   |
| Olaszország        | 2010. december 10. | Digitális letöltés               | Featuring Kylie Minogue                   |
| Finnország         | 2010. december 10. | Digitális letöltés               | Featuring Kylie Minogue                   |
| Dánia              | 2010. december 10. | Digitális letöltés               | Featuring Kylie Minogue                   |
| Belgium            | 2010. december 10. | Digitális letöltés               | Featuring Kylie Minogue                   |
| Németország        | 13 December 2010   | Digitális letöltés               | Featuring Kylie Minogue                   |
| Brazília           | 13 December 2010   | Digitális letöltés               | Featuring Kylie Minogue és Travie McCoy   |
| Ausztrália         | 2010. december 17. | Digitális letöltés               | Featuring Travie McCoy                    |
| Egyesült Államok   | 2010. december 18. | Digitális letöltés               | Featuring Travie McCoy                    |
| Kanada             | 2010. december 18. | Digitális letöltés               | Featuring Travie McCoy                    |
| Egyesült Királyság | 2011. január 19.   | Digitális letöltés               | Featuring Kylie Minogue                   |
| Franciaország      | 2011. január 31.   | CD Single                        | Featuring Kylie Minogue                   |
| Egyesült Államok   | 2011. február 1.   | Digitális letöltés – The Remixes | Featuring Kylie Minogue or Travie McCoy   |
| Egyesült Királyság | 2011. február 7.   | Digitális letöltés               | Featuring Kylie Minogue vagy Travie McCoy |